# Беттіна Кемпбелл
Елізабет Йонгкінд (нід. Elizabeth Jongkind, нар. 25 травня 1974 року, Суринам), відома як Беттіна Кемпбелл (англ. Bettina Campbell) — колишня нідерландська порноакторка суринамського походження.

## Біографія
Народилася 25 травня 1974 року в колишній голландській колонії, Суринамі. Коли їй було 2 роки, її сім'я переїхала в Арнем в Голландію і отримала нідерландське громадянство. Вільно розмовляє голландською, англійською, французькою та німецькою мовами. Володіє будинком в Парижі.

### Порноіндустрія
В порноіндустрію потрапила в 1996 році, у віці близько 22 років. Знімалася для таких порностудій, як Private, Wicked Pictures, Pure Filth, Red Board Video, Metro, Pleasure Productions, 999 Black & Blue Productions.
У 2000 році отримала дві премії Venus Award в номінаціях «найкраща європейська» та «найкраща міжнародна акторка», а також перемогла в категорії «найкраща хардкор-старлетка» на Міжнародному фестивалі еротики в Брюсселі.
Пішла з порноіндустрії в 2003 році, знявшись у 49 фільмах.

## Премії
- 2000: Venus Award — найкраща європейська акторка[6]
- 2000: Venus Award — найкраща міжнародна акторка[6]
- 2000: European-X-Festival in Brüssel — найкраща хардкор-старлетка